# Thomas Stothard
Thomas Stothard, född 17 augusti 1755 i London, död 27 april 1834, var en engelsk målare. Han var far till Charles Alfred Stothard. 
Stothard studerade från 1777 i akademien i London, utförde väggmålningar i Burleigh House (1780–1783) och i advokatbiblioteket i Edinburgh och är representerad av målningar i National Gallery (Yppigheten med fler) och i South Kensington Museum (Trettondagsafton med fler). Hans eteriska kvinnogestalter föranledde Ruskin att kalla målaren "Englands fra Angelico". Han utförde raderingar, stentryck och omkring 5 000 teckningar till böcker och tidskrifter.